# Сорокотяга
Сорокотя́га — село в Україні, у Жашківській міській громаді Уманського району Черкаської області. Розташоване на обох берегах річок Литвинка та Торч (притока Гірського Тікичу) за 9 км на південний схід від міста Жашків і за 10 км від автошляху М05. Населення становить 893 особи (станом на 2009 р.).

## Історія
Село утворилося дуже давно, ще до хрещення Русі(джерело?). Воно було засноване на березі річки Сорока, яка з часом була перегороджена численними греблями, що утворили сучасні ставки. За легендою, старостою того поселення була жінка Сорока. Вона разом зі своїми людьми обробляли поля, збирали врожаї. Плуг колись називався тяглом. Тому, назва села виникла саме від цього: Сорока тягне тягло — Сорокотяга.
До 1887 року в селі жив пан Рогожинський, який знущався над селянами. Люди працювали вдень і вночі та ще й за безцінь. Село було бідне, занедбане. Врешті люди не витерпіли такого безладдя і пожалілись у губернію в Київ. Звідти були прислані представники і панські землі були продані з молотка.
Із 1887 року по 1904 рік село належало поміщику Петру Олексійовичу Гревсу, господарство в ньому вів такий собі В.І.Іванов. За роки його господарювання село ожило. Селяни за свою роботу одержували кращу платню. У 1892 році були посаджені сад, парк, що біля школи, і лісок. Лісок був обсаджений ялинами та каштанами. Кругом саду і ліска була алея, де пани каталися на бричках. На річці була панська купальня, прокладені мостики, кладки, багатоярусні дерев'яні споруди для стрибків у воду. До річки від саду вели дерев'яні сходи в кількох місцях. У селі було два водяних млини, вітряк, три кузні, пожежний обоз, який складався з одного насоса і чотирьох бочок. Працювала одна церковно-приходська школа, де навчалася незначна кількість дітей заможних селян. У ці роки оброблялось 1 873 десятини землі за допомогою коней чи волів.
Після Жовтневого перевороту на території села селянські господарства об'єднались у колективне господарство.
Село постраждало внаслідок геноциду українського народу, проведеного окупаційним урядом СРСР 1932—1933 та 1946–1947 роках.
288 мешканців села брали участь у боях радянсько-німецької війни, 145 з них загинули, 143 нагороджені орденами й медалями. На їх честь в 1969 році в селі споруджено обеліск Слави.
Після війни на території села функціонувало два колгоспи — імені Ворошилова та імені Петровського. У 1957 році вони були об'єднані в один колгосп «40-річчя Жовтня».
Станом на початок 70-х років ХХ століття в селі розміщувалась центральна садиба колгоспу «40-річчя Жовтня», за яким було закріплено 2 079,1 га сільськогосподарських угідь, в тому числі 2 015,8 га орної землі. В господарстві вирощували зернові і технічні культури, було розвинуте м'ясо-молочне тваринництво, рибництво. Працювали млин, крупорушка, пилорама, столярно-теслярська майстерня.
Також на той час працювали середня школа, будинок культури на 400 місць, дві бібліотеки з фондом 11,4 тисяч книг, фельдшерсько-акушерський пункт, пологовий будинок, дитячі ясла, ощадна каса, відділення зв'язку, три магазини.

## Сучасність
На 2009 рік в селі функціонує ТОВ «Сорокотяга — Агро», яке орендує 92,3 % земель колективної власності, і 43,9 % земель державного запасу і резерву. На своїх паях господарює 53 одноосібники на площі 132,68 га. У селі функціонує фермерське господарство, яке орендує 36,6 га земель державного запасу.
У Сорокотязі проживає 893 чоловіки, з них працездатного віку — 308, у тому числі жінки — 174. Протягом останніх років демографічна ситуація все більше погіршується. Щорічно помирає 22-24 особи, а народжується лише 3-6 дітей. Шлюб беруть 3-5 пар.
У центрі села розміщений будинок культури на 400 місць, школа на 400 місць, фельдшерсько-акушерський пункт, магазин. У школі навчається 109 учнів. Дитячий садок відвідує 23 дитини.
На території села є дві братні могили і територіальний комплекс загиблим односельцям. Функціонує дві церковні громади: християнсько-православна і християнсько-баптистська.
На околиці села виявлено залишки поселень трипільської та черняхівської культур. Зберігся панський будинок XIX століття, що перебуває під охороною держави.
18 листопада 2018 року у селі Сорокотяга освячено новозбудований храм УПЦ КП на честь мучениці Параскеви-П'ятниці.
Площа сільськогосподарських угідь — 2 133 га. Село багате на ставки, площа яких 128,7 га.

#### Вистава «Кайдаші 2.0»
2 серпня 2019 року у Будинку культури села вперше в Україні пройшов показ вистави «Кайдаші 2.0» київського «Дикого театру». Творча група на чолі із режисером Максимом Голенко виїхала до села на повноцінну резиденцію, під час якої й було створено виставу. Вистава стала попередником серіалу «Спіймати Кайдаша», що вийшов в ефір на каналі «СТБ» у березні 2020 року.

## Галерея

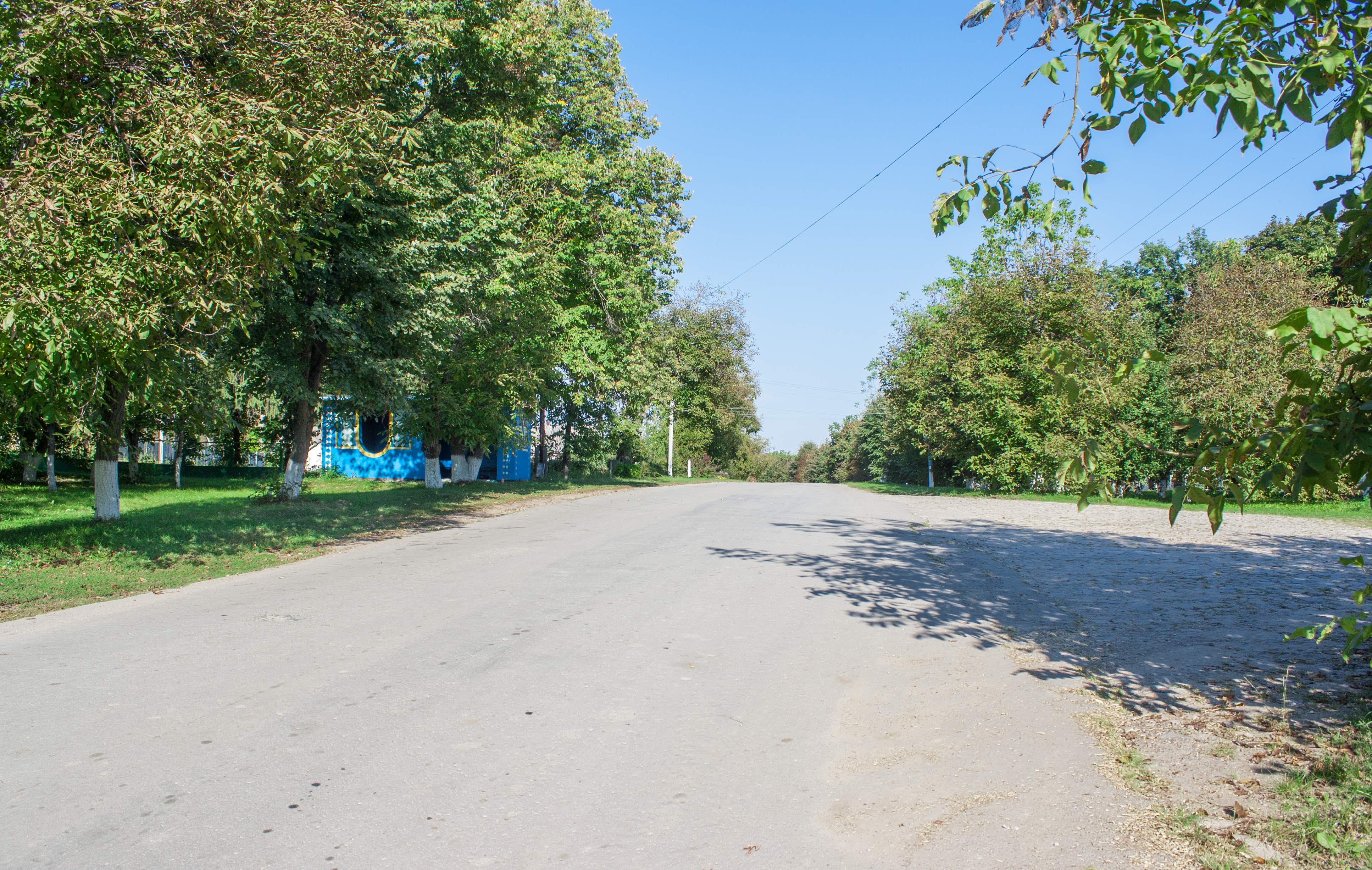
Центр села
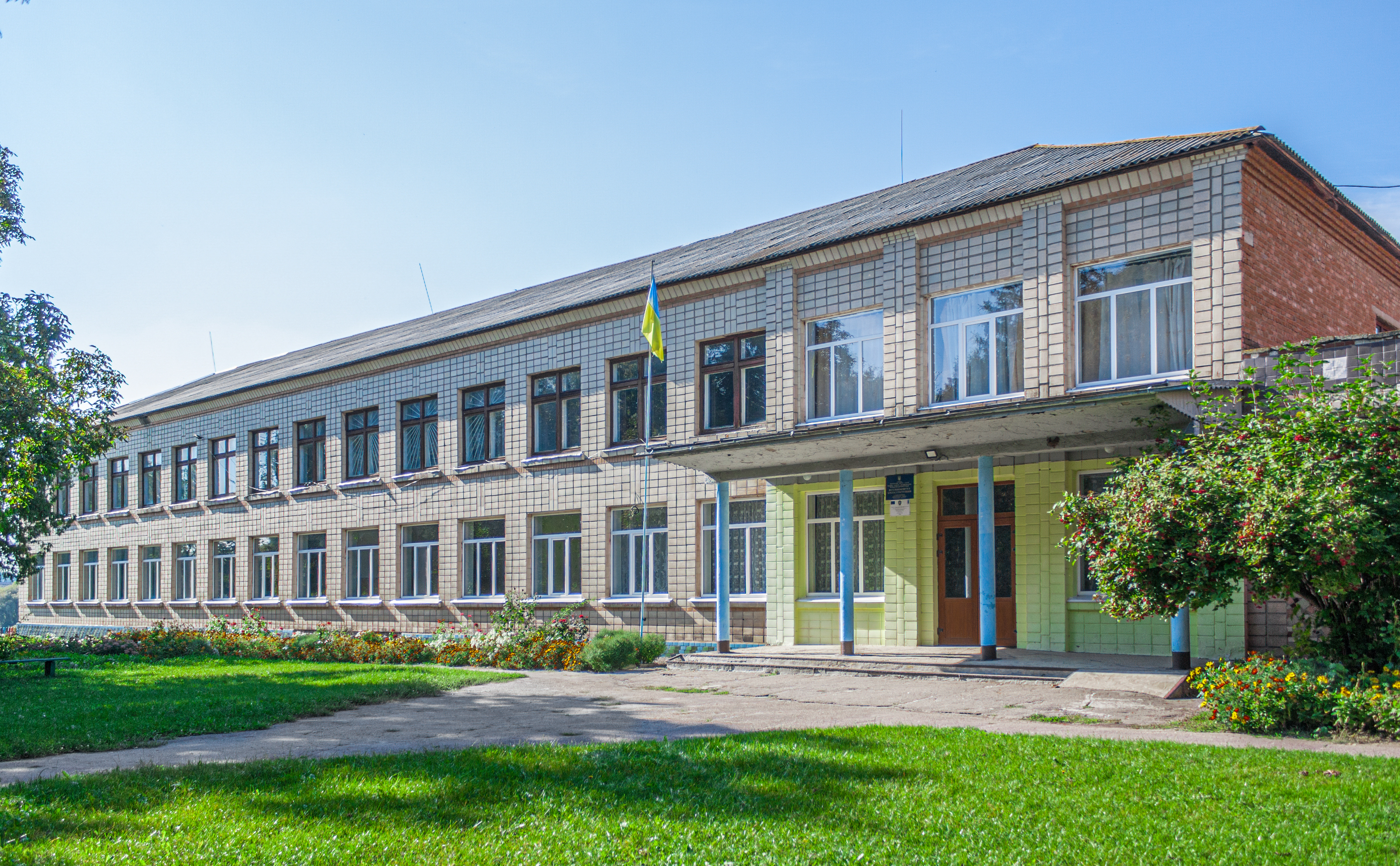
Школа
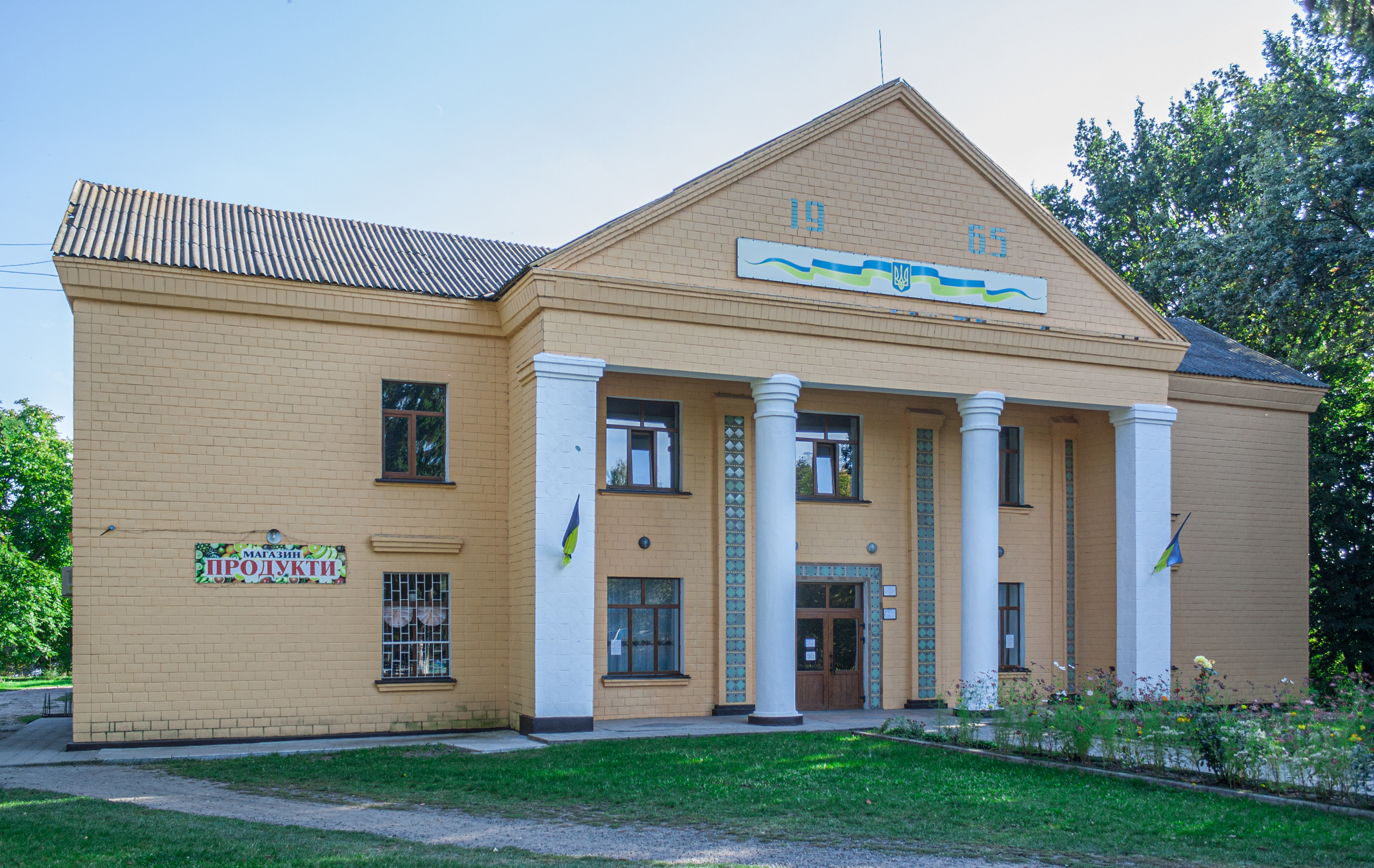
Будинок культури
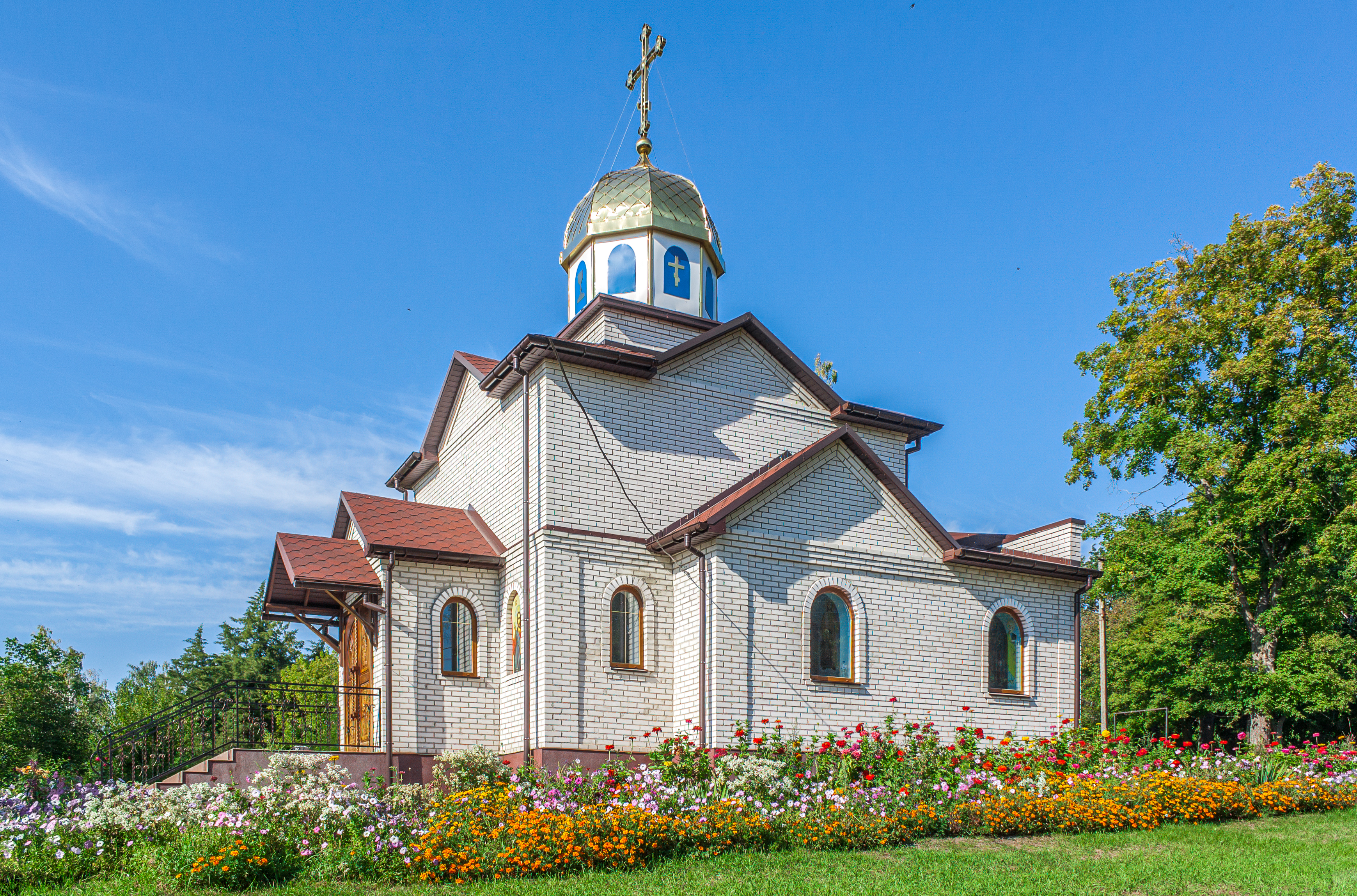
Церква
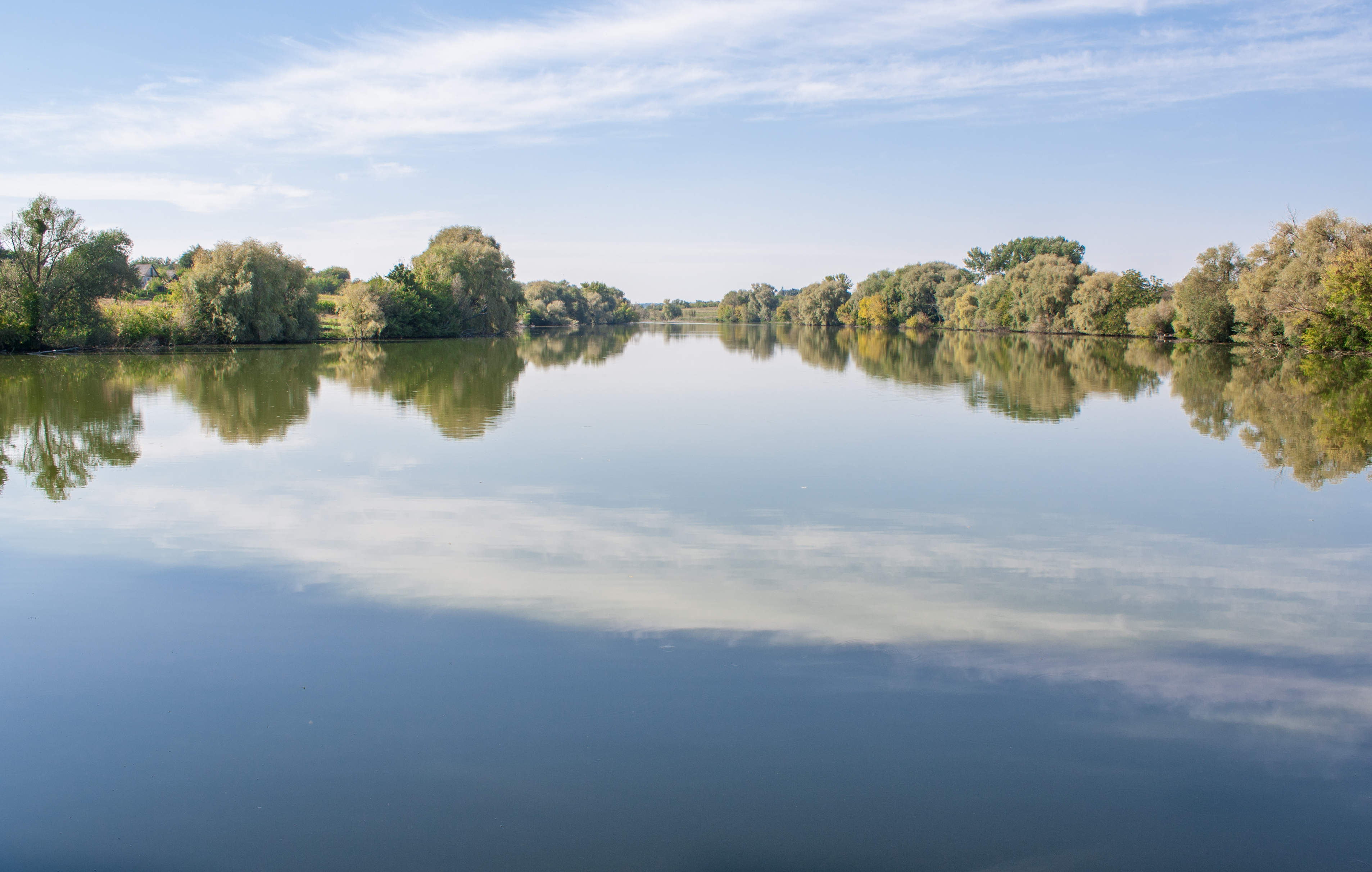
Ставок на річці Литвинка
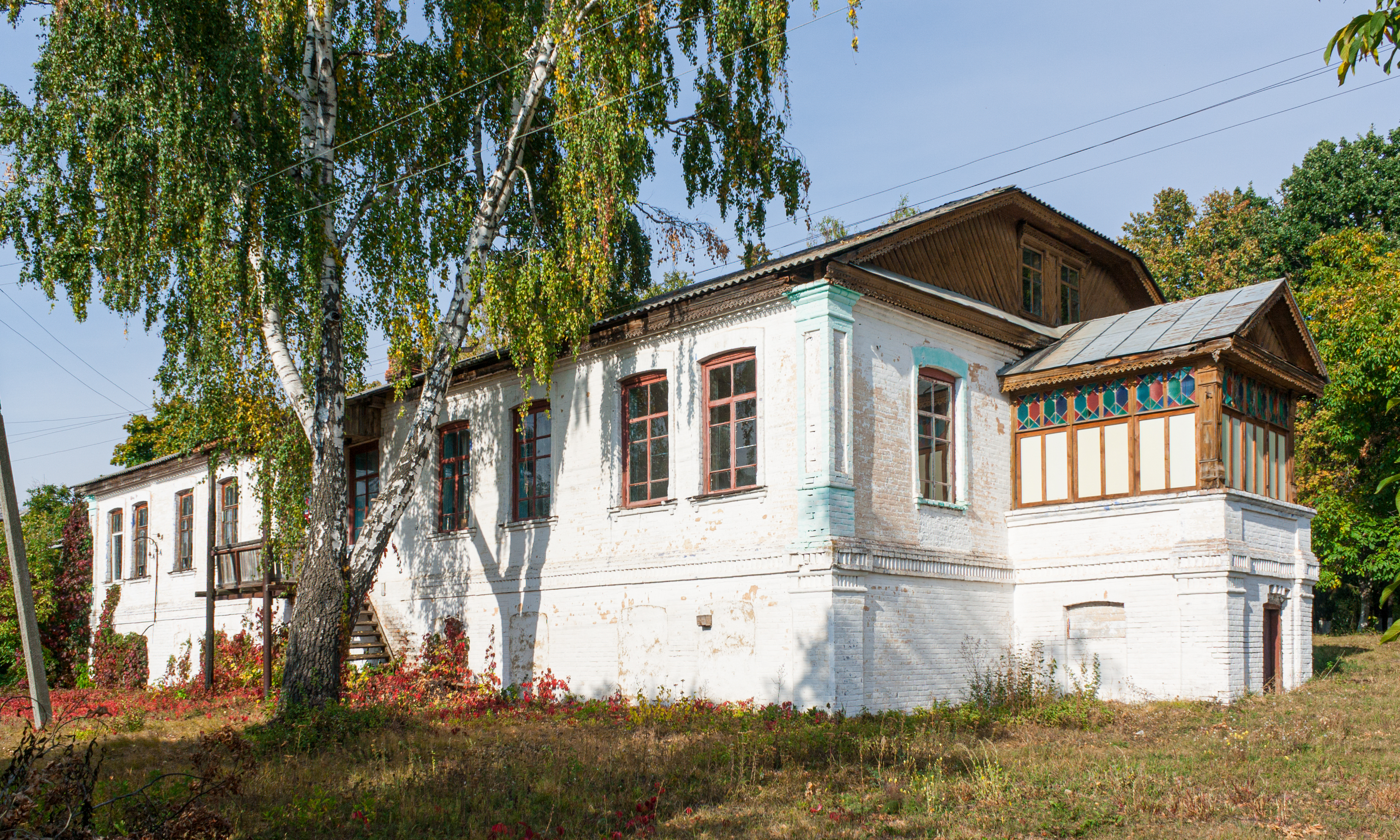
Будинок управляючого маєтком (1885 р.)
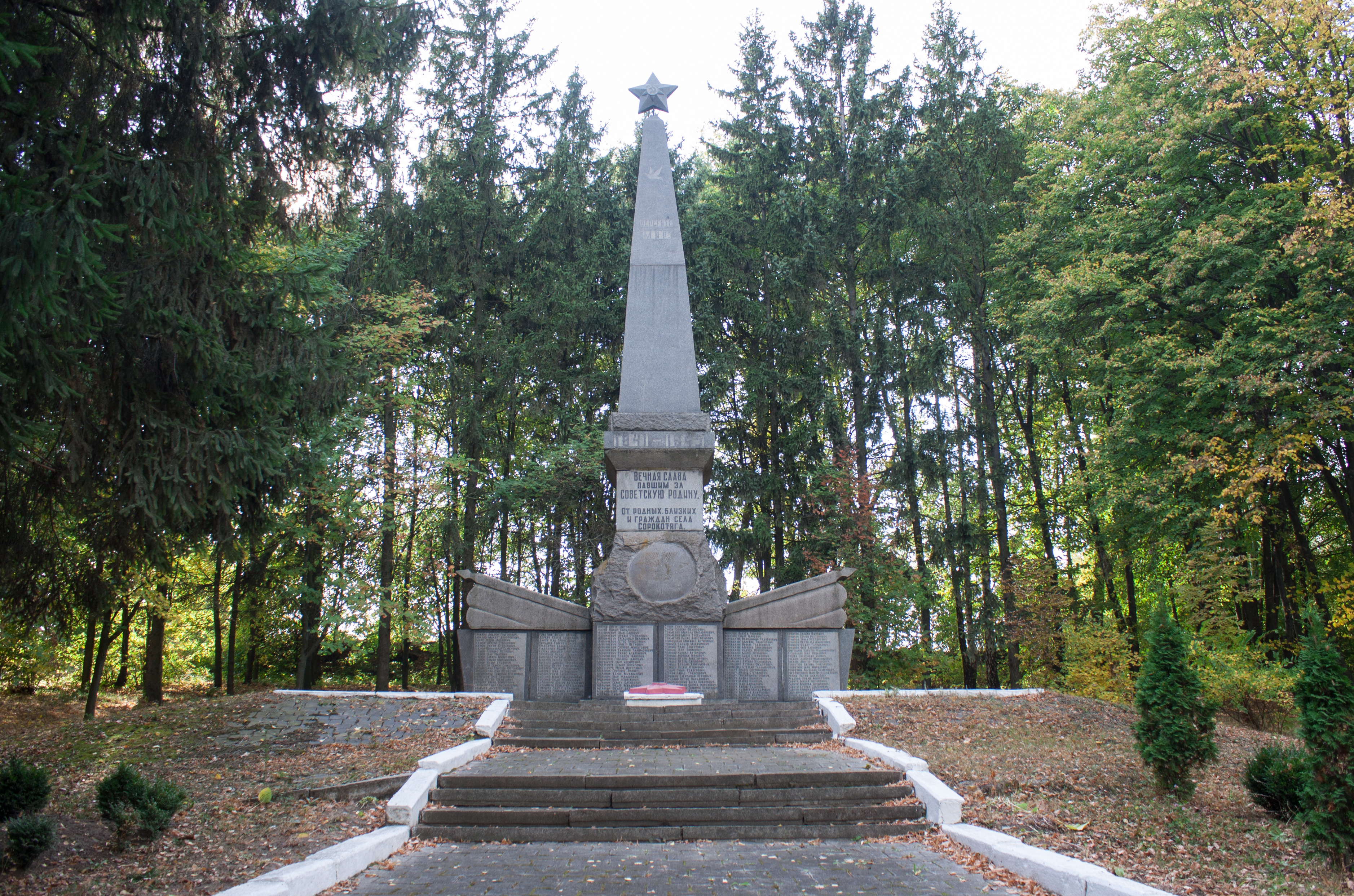
Пам’ятник воїнам-односельчанам
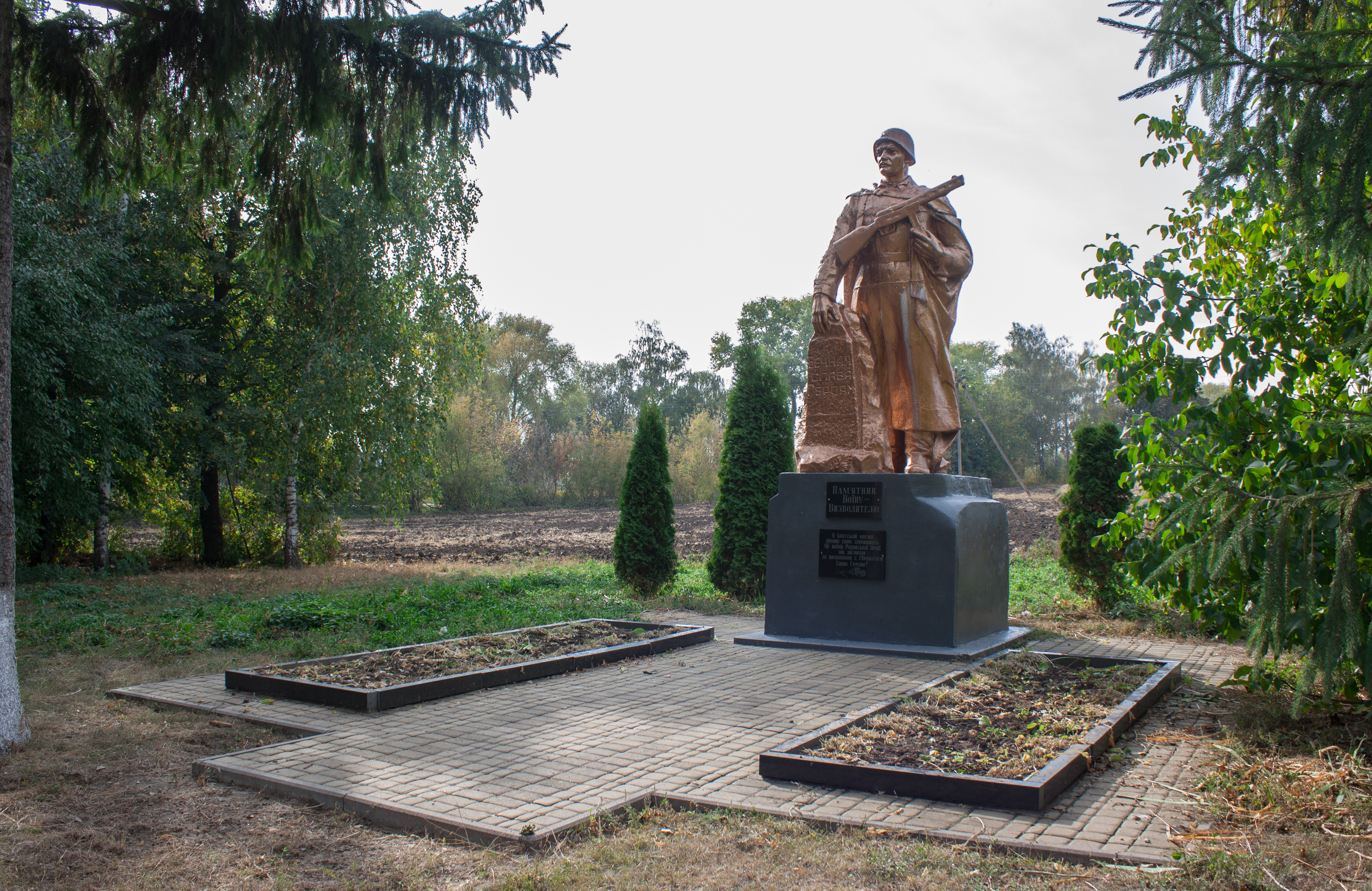
Братська могила радянських воїнів
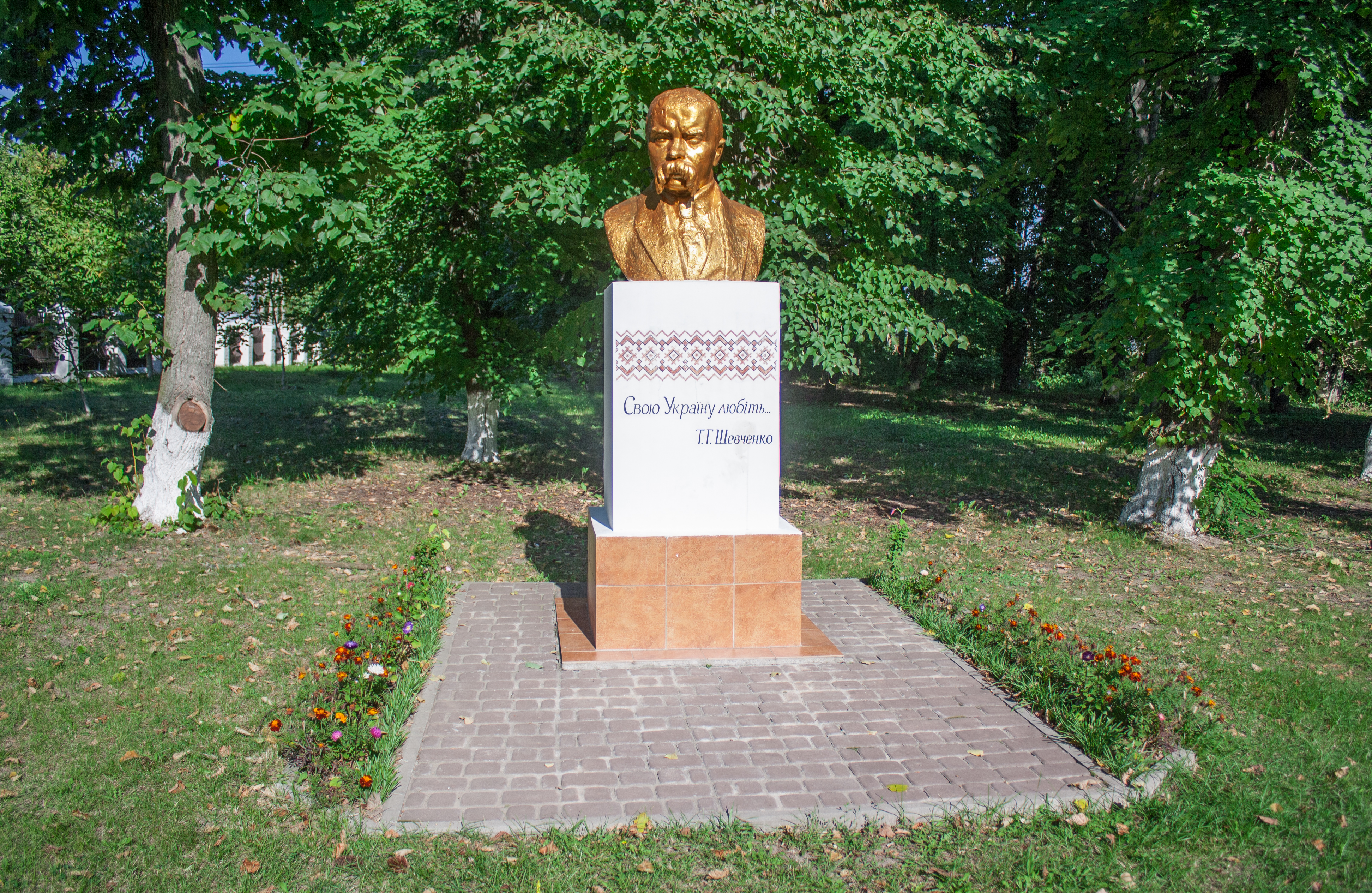
Пам'ятник Т.Г. Шевченку